# Centralno višavje Madagaskarja
Centralno višavje, Centralna visoka planota ali Hauts-Plateaux je gorata biogeografska regija v osrednjem Madagaskarju. Vključujejo nepretrgan del notranjosti otoka nad 800 m nadmorske višine.
Centralno višavje je ena od naravnih regij Madagaskarja. Ustreza vzhodnemu delu višavja otoka in je del upravnih regij Analamanga, Itasy, Bongolava, Vakinankaratra, Amoron'i Mania in Haute Matsiatra. Ima visoko koncentracijo prebivalstva Madagaskarja s 45 % prebivalstva na 20,8 % površine otoka. Ima suho in hladno podnebje. Povprečne mesečne temperature so 13–20 °C. Pozimi se pojavijo zmrzali. Letna količina padavin je 1000–1500 mm. Mokra sezona od oktobra do aprila.
Razteza se v dolžini 800 km od severa proti jugu v osrednjem in vzhodnem delu otoka. Stopničasto (terasasto) (do 200-500 m) se na zahodu položno spušča do nizkih planot in se strmo odcepi v dveh policah do ozke obalne ravnine vzhodne obale. Površje visoke planote je s tektonskimi prelomnicami razdeljeno na ločene vulkanske masive: Tsaratanana, Andringitra, Ankaratra in druge. Med njimi so obsežne tektonske depresije, vključno z jezeri (Alautra in drugimi) in ravnimi aluvialnimi ravninami. Veliko je ugaslih vulkanov, aktivnih predvsem v paleogenu in geotermalnih izvirov. Potresi so pogosti. Najvišji vrh je Marumukutru (2876 m) na severu v vulkanskem masivu Tsaratanana.
Centralno višavje je ločeno od severnega višavja severne konice Madagaskarja z nizko ležečo dolino, oknom Mandritsara, ki je očitno delovalo kot ovira za širjenje vrst v visokogorju, kar je vodilo do vrstnih parov, kot sta Voalavo gymnocaudus in Voalavo antsahabensis v severnem in Centralnem višavju. Vrste, omejene na Centralno višavje, vključujejo netopirje Miniopterus manavi in Miniopterus sororculus; glodavce Brachyuromys betsileoensis in Voalavo antsahabensis; tenreke Hemicentetes nigriceps in Oryzorictes tetradactylus in lemurja Cheirogaleus sibreei. Zaradi neprekinjenega habitata Centralnega višavja je v nasprotju s severnim višavjem malo lokalnega endemizma.